# 꿈은 브로드웨이로 간다
《꿈은 브로드웨이로 간다》(영어: Better Nate Than Ever)는 2022년 디즈니+에서 공개한 미국의 뮤지컬 코미디 영화이다. 감독 팀 페덜리가 본인이 2013년에 펴낸 동명 소설을 직접 영화화하였다. 브로드웨이 연극과 뮤지컬을 배경으로 삼은 성장물이다.

## 출연
- 루비 우드 - 네이트 포스터 역
- 조슈아 배싯 - 앤서니 포스터, 네이트의 형 역
- 아리아 브룩스 - 리비 러네이, 배우 지망생인 네이트의 절친 역
- 리사 쿠드로 - 하이디 이모 역
- 노버트 리오 버츠 - 렉스 포스터, 네이트와 앤서니의 아버지 역
- 미셸 페더러 - 셰리 포스터, 네이트와 앤서니의 어머니 역
- 핀 이건량 - 지미 매디슨 역
- 크리스티나 알러바도 - 캐스팅 감독 보조 역
- 브룩스 애슈맨스커스 - 캐스팅 감독 역
- 키올라 심프슨 - 개릿 케코아 역
- 아나세이니 카토아 - 감독 역
- 카일리 쿠이오카 - 아역 배우 역
- 프리실라 로페즈 - 진지한 연극 캐스팅 감독 역
- 조지 벤슨 - 본인 역
- 킴 베리오스 린 - 극성 엄마 역